# Nursähet Pazzyýew
Nursähet Pazzyýew (ur. 20 października 1992 w Aszchabadzie) – turkmeński bokser.
Brał udział na Letnich Igrzyskach Olimpijskich 2012, ale przegrał w pierwszej walce z Ademem Kılıççı.